# Ernest Moniz

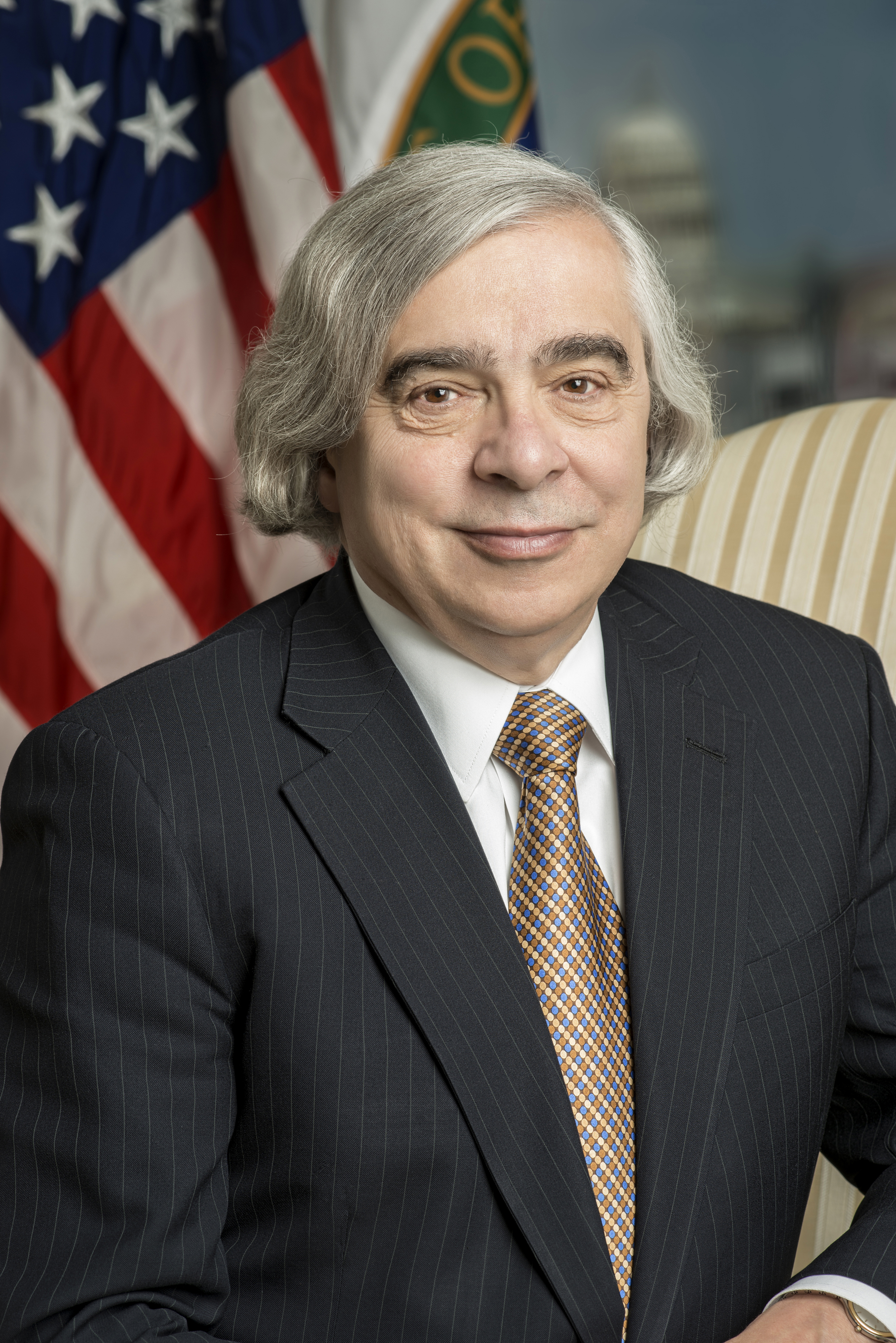
Ernest Moniz

Ernest Jeffrey Moniz (* 22. Dezember 1944 in Fall River, Massachusetts) ist ein US-amerikanischer Physiker und Politiker. Vom 21. Mai 2013 übte er bis Januar 2017 das Amt des Energieministers der Vereinigten Staaten aus. Zuvor war er Inhaber des Cecil and Ida Green-Lehrstuhls für Physik und Ingenieur-Systeme am Massachusetts Institute of Technology und leitete das dortige Labor für Energie und Umwelt (Laboratory for Energy and the Environment).
Moniz studierte Physik am Boston College (Bachelor of Science 1966) und wurde 1972 an der Stanford University in theoretischer Physik promoviert. Als Post-Doktorand war er 1971/72 am CEA in Saclay und 1972/73 an der University of Pennsylvania. Ab 1973 lehrte er zunächst als Assistant Professor und ab 1983 als Professor am MIT. Von 1991 bis 1995 und 1997 bis 2001 leitete er dort die Physik-Fakultät und war 1983 bis 1991 Direktor des Bates Linear Accelerator Center. Ab 1976 war er auch Berater am Los Alamos National Laboratory, an dem er 1976 Gastwissenschaftler war. Er befasst sich mit Kernphysik und Fragen der Energieversorgung.
Von 1995 bis 1997 arbeitete Moniz im Executive Office des US-Präsidenten als Leiter der Wissenschaftspolitik; von 1997 bis 2001 war er Staatssekretär im Energieministerium. Am 4. März 2013 wurde er von Präsident Barack Obama als Nachfolger von Steven Chu zum Energieminister der Vereinigten Staaten ernannt. Nach der Bestätigung durch den US-Senat ohne Gegenstimme konnte er sein Amt am 21. Mai 2013 antreten.
Moniz trägt Ehrendoktorwürden der Universitäten Athen, Erlangen-Nürnberg und der Michigan State University. 1989 wurde er Fellow der American Physical Society. 2013 wurde er zum Mitglied der American Academy of Arts and Sciences gewählt, 2020 zum Mitglied der American Philosophical Society. Moniz ist Mitglied des Council on Foreign Relations.